# Prodasineura odzalae
Prodasineura odzalae är en trollsländeart som först beskrevs av Aguesse 1966.  Prodasineura odzalae ingår i släktet Prodasineura och familjen Protoneuridae. IUCN kategoriserar arten globalt som livskraftig. Inga underarter finns listade i Catalogue of Life.